# 광진구의 행정 구역
광진구의 행정 구역은 7개의 법정동을 15개의 행정동으로 나누어 관리를 하고 있다. 광진구의 면적은 17.06 km2이며, 인구는 2012년 6월 1일을 기준으로 158,483 세대, 371,893명이다.

## 행정 구역

광진구의 행정동

| 행정동    | 법정동 | 한자   | 면적  | 세대    | 인구    |
| --------- | ------ | ------ | ----- | ------- | ------- |
| 화양동    | 화양동 | 華陽洞 | 1.1   | 12,920  | 21,175  |
| 군자동    | 군자동 | 君子洞 | 0.73  | 10,220  | 21,451  |
| 중곡제1동 | 중곡동 | 中谷洞 | 0.62  | 7,709   | 16,776  |
| 중곡제2동 | 중곡동 | 中谷洞 | 0.55  | 9,625   | 22,942  |
| 중곡제3동 | 중곡동 | 中谷洞 | 0.60  | 8,212   | 19,022  |
| 중곡제4동 | 중곡동 | 中谷洞 | 2.32  | 12,659  | 32,140  |
| 능동      | 능동   | 陵洞   | 1.1   | 5,506   | 11,051  |
| 광장동    | 광장동 | 廣壯洞 | 2.39  | 11,748  | 36,160  |
| 구의제1동 | 구의동 | 九宜洞 | 0.56  | 10,835  | 22,793  |
| 구의제2동 | 구의동 | 九宜洞 | 1.39  | 10,736  | 27,065  |
| 구의제3동 | 구의동 | 九宜洞 | 1.02  | 11,532  | 30,010  |
| 자양제1동 | 자양동 | 紫陽洞 | 0.63  | 11,191  | 24,421  |
| 자양제2동 | 자양동 | 紫陽洞 | 1.68  | 11,521  | 28,989  |
| 자양제3동 | 자양동 | 紫陽洞 | 1.2   | 11,647  | 32,047  |
| 자양제4동 | 자양동 | 紫陽洞 | 1.16  | 12,422  | 25,851  |
| 광진구    | 광진구 | 廣津區 | 17.06 | 158,483 | 371,893 |

## 개요

광진구의 법정동

| 행정동    | 법정동 | 설명 |
| --------- | ------ | --- |
| 광장동    | 광장동 | 1949년 8월 13일 고양군 뚝도면 광장리가 성동구(뚝도출장소)로 편입되었다. 1995년 3월 1일 기존의 성동구에서 광진구로 편입되었다. |
| 구의제1동 | 구의동 | 1949년 8월 13일 고양군 뚝도면 구의리가 성동구(뚝도출장소)로 편입되었다. 1995년 3월 1일 기존의 성동구에서 광진구로 편입되었다. |
| 구의제2동 | 구의동 | 1949년 8월 13일 고양군 뚝도면 구의리가 성동구(뚝도출장소)로 편입되었다. 1995년 3월 1일 기존의 성동구에서 광진구로 편입되었다. |
| 구의제3동 | 구의동 | 1949년 8월 13일 고양군 뚝도면 구의리가 성동구(뚝도출장소)로 편입되었다. 1995년 3월 1일 기존의 성동구에서 광진구로 편입되었다. |
| 군자동    | 군자동 | 1949년 8월 13일 고양군 뚝도면 군자리가 성동구(뚝도출장소)로 편입되었다. 1995년 3월 1일 기존의 성동구에서 광진구로 편입되었다. |
| 능동      | 능동   | 1949년 8월 13일 고양군 뚝도면 능리가 성동구(뚝도출장소)로 편입되었다. 1995년 3월 1일 기존의 성동구에서 광진구로 편입되었다. |
| 자양제1동 | 자양동 | 1949년 8월 13일 고양군 뚝도면 자양리가 성동구(뚝도출장소)로 편입되었다. 1995년 3월 1일 기존의 성동구에서 광진구로 편입되었다. 2008년 1월 1일 행정동 노유1동과 노유2동을 자양4동으로 개칭하고, 8월 4일 법정동 노유동(老遊洞)을 편입하였다. |
| 자양제2동 | 자양동 | 1949년 8월 13일 고양군 뚝도면 자양리가 성동구(뚝도출장소)로 편입되었다. 1995년 3월 1일 기존의 성동구에서 광진구로 편입되었다. 2008년 1월 1일 행정동 노유1동과 노유2동을 자양4동으로 개칭하고, 8월 4일 법정동 노유동(老遊洞)을 편입하였다. |
| 자양제3동 | 자양동 | 1949년 8월 13일 고양군 뚝도면 자양리가 성동구(뚝도출장소)로 편입되었다. 1995년 3월 1일 기존의 성동구에서 광진구로 편입되었다. 2008년 1월 1일 행정동 노유1동과 노유2동을 자양4동으로 개칭하고, 8월 4일 법정동 노유동(老遊洞)을 편입하였다. |
| 자양제4동 | 자양동 | 1949년 8월 13일 고양군 뚝도면 자양리가 성동구(뚝도출장소)로 편입되었다. 1995년 3월 1일 기존의 성동구에서 광진구로 편입되었다. 2008년 1월 1일 행정동 노유1동과 노유2동을 자양4동으로 개칭하고, 8월 4일 법정동 노유동(老遊洞)을 편입하였다. |
| 중곡제1동 | 중곡동 | 1949년 8월 13일 고양군 뚝도면 중곡리에서 성동구(뚝도출장소)로 편입되었다. 1995년 3월 1일 기존의 성동구에서 광진구로 편입되었다. |
| 중곡제2동 | 중곡동 | 1949년 8월 13일 고양군 뚝도면 중곡리에서 성동구(뚝도출장소)로 편입되었다. 1995년 3월 1일 기존의 성동구에서 광진구로 편입되었다. |
| 중곡제3동 | 중곡동 | 1949년 8월 13일 고양군 뚝도면 중곡리에서 성동구(뚝도출장소)로 편입되었다. 1995년 3월 1일 기존의 성동구에서 광진구로 편입되었다. |
| 중곡제4동 | 중곡동 | 1949년 8월 13일 고양군 뚝도면 중곡리에서 성동구(뚝도출장소)로 편입되었다. 1995년 3월 1일 기존의 성동구에서 광진구로 편입되었다. |
| 화양동    | 화양동 | 1949년 8월 13일 고양군 뚝도면 화양리가 성동구(뚝도출장소)로 편입되었다. 1995년 3월 1일 기존의 성동구에서 광진구로 편입되었다. 2009년 4월 20일 모진동(毛陳洞)이 화양동으로 편입되었다.                                                     |

## 역사
- 1995년 3월 1일 기존의 성동구로부터 분리되었다.[3] (16행정동 9법정동)

| 개편 전 | 개편 후                                                                                         |
| --- | ----------------------------------------------------------------------------------------------- |
| (법정동) 성동구 중곡동, 능동, 구의동, 광장동, 자양동, 성수동2가 일부, 화양동, 모진동, 군자동                | 광진구 중곡동, 능동, 구의동, 광장동, 노유동, 자양동, 화양동, 모진동, 군자동                     |
| (행정동) 성동구 중곡1, 2, 3, 4동, 능동, 구의1, 2, 3동, 광장동, 자양1, 2, 3동, 성수2가2, 4동, 화양동, 군자동 | 광진구 중곡1, 2, 3, 4동, 능동, 구의1, 2, 3동, 광장동, 자양1, 2, 3동, 노유1, 2동, 화양동, 군자동 |
- 2008년 1월 1일 노유1동, 노유2동을 자양4동으로 합동하였다. (15행정동)
- 2008년 8월 4일 법정동 노유동을 폐지하고 자양동에 편입하였다.[4] (8법정동)
- 2009년 4월 20일 법정동 모진동을 폐지하고 화양동에 편입하였다.[5] (7법정동)